# Semiotinus
Semiotinus là một chi bọ cánh cứng trong họ 
Elateridae.
Chi này được miêu tả khoa học năm 1941 bởi Pjatakowa.

## Các loài
Các loài trong chi này gồm:
- Semiotinus banghaasi Pjatakowa, 1941
- Semiotinus maculatus Wells, 2003